# Johnnie Ray in Las Vegas
| Recensione | Giudizio |
| ---------- | -------- |
| AllMusic   |          |

Johnnie Ray in Las Vegas (in alcune discografie il titolo riportato è "At the Desert Inn in Las Vegas") è un album Live del cantante Pop statunitense Johnnie Ray, pubblicato dalla Columbia Records nel marzo 1958.

## Tracce

### LP (1958, Columbia Records, CL 1093)
Lato A
1. Should I – 1:58 (testo: Arthur Freed – musica: Nacio Herb Brown)
2. Shake a Hand – 2:47 (Joe Morris)
3. Ain't Misbehavin' – 2:39 (testo: Andy Razaf – musica: Fats Waller, Harry Brooks)
4. As Time Goes By – 3:02 (Herman Hupfeld)
5. Coquette – 1:50 (testo: Gus Kahn – musica: Johnny Green, Carmen Lombardo)
6. Just Walking in the Rain – 2:27 (Johnny Bragg, Robert Riley)
7. Yes Tonight, Josephine – 3:09 (Winfield Scott, Dorothy Goodman)

Lato B
1. Yesterdays – 3:24 (testo: Otto Harbach – musica: Jerome Kern)
2. Up Above My Head I Hear Music in the Air – 2:15 (Sister Rosetta Tharpe)
3. Don't Worry 'bout Me – 3:28 (testo: Ted Koehler – musica: Rube Bloom)
4. Medley – 4:23
5. I'm Gonna Walk and Talk with My Lord – 3:20 (Martha Carson)

- Durata brani ricavati dal CD pubblicato nel 2002 dalla Collectables Records (COL-CD-7437)

## Musicisti
- Johnnie Ray – voce
- Carlton Hayes – direttore d'orchestra
- Carlton Hayes Orchestra – componenti non accreditati